# O Combate (Tavira)
O Combate foi um jornal republicano português, do final do século XIX.

## Histórico
O Combate foi um dos jornais fundados pelo ativista republicano português Roque Feria, publicado em Tavira no ano de 1887 e que durou até ao ano seguinte.
O jornal tinha por lema “Direito, Liberdade, Humanidade”, e seu fecho em 1888 deveu-se às disputas que seu fundador enfrentara com antigos aliados, e ao exacerbamento das suas posições.
A despeito disto, desde sua fundação alinhara-se com uma proposta republicana radical que, entretanto, havia sido derrotada em congresso partidário ocorrido em 1887; ele com isso reacendeu as divergências intestinas entre os republicanos da província, refletindo aquilo que já ocorria em Lisboa.
Seu editor morreu em 1889, de modo que o periódico não mais foi publicado.